# Félix de Chaumont-Quitry
Félix Guy Louis François de Chaumont Quitry, né le 26 janvier 1852 à Paris et mort le 13 octobre 1925 à Moulins-sur-Yèvre (Cher), est un officier supérieur et sculpteur français.

## Biographie
Fils du marquis Odon de Chaumont-Quitry et d'Émilie de la Cour de Balleroy, Félix de Chaumont-Quitry naît à Paris le 26 janvier 1852.

### Carrière militaire
Suivant la tradition familiale, Félix de Chaumont-Quitry s'engage en 1870 pour la durée de la guerre franco-prussienne. D'abord affecté au 26e régiment d'infanterie comme sous-lieutenant, il passe en 1871 au 79e régiment d'infanterie de marche. Le 1er septembre de la même année, il intègre Saint-Cyr, promotion de la revanche, comme sous-lieutenant élève. Lieutenant en 1874 à l'état-major, il passe capitaine en 1879 à l'état-major du 8e corps d'armée. Il présente sa démission en 1883 et quitte l'armée en 1884. Chevalier de la Légion d'honneur depuis 1871, il est promu officier de cet ordre en 1911. La Première Guerre mondiale lui fait reprendre du service comme major en 1914 à la division de Bourges, puis comme chef d'état-major de la 8e division territoriale. En 1915, il demande à monter au front, commandant du 3e bataillon du 141e régiment d'infanterie territoriale ; il prend part aux combats de La Bassée et de Notre-Dame-de-Lorette. En 1916, il est à la cote 304 et au Mort-Homme. Atteint par la limite d'âge, il continue à servir sans solde et est démobilisé en 1919.
Délégué régional du duc d'Orléans pour la zone de la Loire, il est aussi le président du Comité du souvenir français à Bourges. Il adhère à l'Action française.

### Carrière artistique
Démissionnaire de l'armée en 1884, grand amateur d'art et membre de la Société des antiquaires du Centre, Félix de Chaumont-Quitry devient élève d'Émile Oscar Guillaume et expose un buste en marbre au Salon des artistes français de 1901. Son atelier est alors situé au 77, rue d'Amsterdam à Paris. Après le décès de son épouse en 1907, il commande à son maître Émile Oscar Guillaume un groupe qui le représente pleurant sa femme et ses deux enfants dans les bras de la Vierge. Ce monument se trouve devant la chapelle de Notre-Dame-de-liesse-et-de-consolation au hameau de Maubranche à Moulins-sur-Yèvre. En 1922, il fait don du Monument aux morts pour la France dont il est l'auteur au cimetière Saint-Lazare de Bourges,. Ayant conçu la décoration de Maubranche avec la sculptrice Marie-Antoinette Demagnez de la Rochefoucauld, ils décorent ensemble plusieurs lieux.

## Famille
En 1879, Félix de Chaumont-Quitry épouse à Bourges Marie de Bonnault de Villemenard, propriétaire du château de Maubranche. Il entreprend la restauration du château ainsi que celle des jardins. Le couple a deux enfants, un fils et une fille, qui meurent en bas âge. Son épouse meurt en 1907[réf. souhaitée].

## Distinctions
Félix de Chaumont-Quitry est nommé chevalier de l'ordre national de la Légion d'honneur en 1871, puis promu officier du même ordre en 1911 et commandeur du même ordre en 1923.

## Pour approfondir